# Epistenia basalis
Epistenia basalis är en stekelart som beskrevs av Walker 1862. Epistenia basalis ingår i släktet Epistenia och familjen puppglanssteklar. Inga underarter finns listade i Catalogue of Life.